# واقعی پلاس
واقعی پلاس (انگلیسی: Real+) مینی‌آلبوم از خواننده و ترانه‌پرداز اهل کره جنوبی، آی‌یو است. این اثر در قالب یک آلبوم تک‌آهنگ در ۱۷ فوریه ۲۰۱۱ توسط لوئن انترتینمنت منتشر و توزیع شد. این آلبوم که دنباله‌ای بر آلبوم چندآهنگهٔ واقعی در سال ۲۰۱۰ به‌شمار می‌رود، در مجموع شامل سه قطعه است. یکی از این ترانه‌ها با عنوان «فقط من نمی‌دانستم» دو بار در این آلبوم ظاهر می‌شود؛ یک بار به صورت تک‌خوانی و بار دیگر به صورت همکاری با پیانیست کیم کوانگ مین.

## پیش‌زمینه و انتشار
موزیک‌ویدئوی قطعهٔ اصلی این آلبوم با عنوان «فقط من نمی‌دانستم»، داستانی دراماتیک از یک جدایی را به تصویر می‌کشد و بازیگر اهل کره جنوبی، پارک بو یونگ در نقش شخصیت اصلی زن آن حضور دارد. نقش معشوق سابق او را نیز خواننده و ترانه‌پرداز اهل کره جنوبی، یون سانگ ایفا می‌کند؛ کسی که همچنین آهنگ این قطعه را به‌عنوان هدیه‌ای برای آی‌یو ساخته است. موزیک ویدئوی این ترانه هم‌زمان با انتشار آلبوم در دسترس قرار گرفت. این ترانه از فضای پاپ‌گونهٔ آثار پیشین آی‌یو، مانند «روز خوب» فاصله می‌گیرد و ترکیبی پخته و احساسی از نت‌های بالای صدای آی‌یو، آواز قدرتمند و سازبندی ارکسترال را ارائه می‌دهد.
آی‌یو فعالیت‌های تبلیغاتی خود با این ترانه را در ۱۸ فوریه ۲۰۱۱، دو روز پس از انتشار آلبوم، با اجرای زنده در برنامهٔ بانک موسیقی از شبکهٔ کی‌بی‌اس آغاز کرد.
تا پایان سال ۲۰۱۱، این آلبوم بیش از ۲۳٬۵۰۰ کپی در کره جنوبی فروش داشت.

## جدول‌های موسیقی
| جدول (۲۰۱۱)                | بالاترین جایگاه |
| -------------------------- | --------------- |
| آلبوم‌های کره جنوبی (گائون) | ۲               |

| جدول (۲۰۱۱)                | بالاترین جایگاه |
| -------------------------- | --------------- |
| آلبوم‌های کره جنوبی (گائون) | ۴               |

| جدول (۲۰۱۱)                | بالاترین جایگاه |
| -------------------------- | --------------- |
| آلبوم‌های کره جنوبی (گائون) | ۶۹              |

## تاریخچه انتشار
| منطقه     | تاریخ         | فرمت                        | ناشر            |
| --------- | ------------- | --------------------------- | --------------- |
| کره جنوبی | ۱۷ فوریه ۲۰۱۱ | سی‌دی تک‌آهنگ، دانلود دیجیتال | لوئن انترتینمنت |
| جهانی     | ۱۷ فوریه ۲۰۱۱ | دانلود دیجیتال              | لوئن انترتینمنت |